# Мэнский вариант английского языка
Мэнский английский или англо-мэнский — исторический диалект английского языка, на котором говорят на острове Мэн, хотя сегодня он в упадке. Имеет много заимствований из оригинального мэнского языка (одного из гойдельских языков) и сильно отличается от любого другого английского, включая другие кельтско-подобные диалекты, такие как уэльские диалекты английского языка и ирландский английский.
Ранний слой англо-мэнского содержит много происхождения из гэльского и норвежского языков, но более поздний англо-мэнский отражает сильное влияние из Ливерпуля (см. скауз) и городов Ланкашира (см. ланкаширский диалект) в Северо-Западной Англии. Артур Уильям Мур (1853—1909) отметил, что диалект варьируется в какой-то незначительной степени от прихода к приходу и от человека к человеку, но в основном одни и те же обороты и некоторый основополагающий запас слов проникли на весь остров.
Самым известным протоколистом англо-мэнского диалекта был поэт Томас Эдвард Браун (1830—1897). Вслед за ним многие стихи и пьесы были написаны на англо-мэнском диалекте на рубеже XX века, в частности Джозефиной Кермод (Кушаг; 1852—1937), Дж. Дж. Книном (1873—1938) и Кристофером Р. Шиммином (1870—1933). Кэтлин Фарагер (1904—1974) написала ряд англо-мэнских поэтических книг в 1960-х годах.
В последние годы англо-мэнский диалект почти исчез в условиях усиленной иммиграции и культурного влияния из Соединённого Королевства.